# Beinschiene (Rüstung)

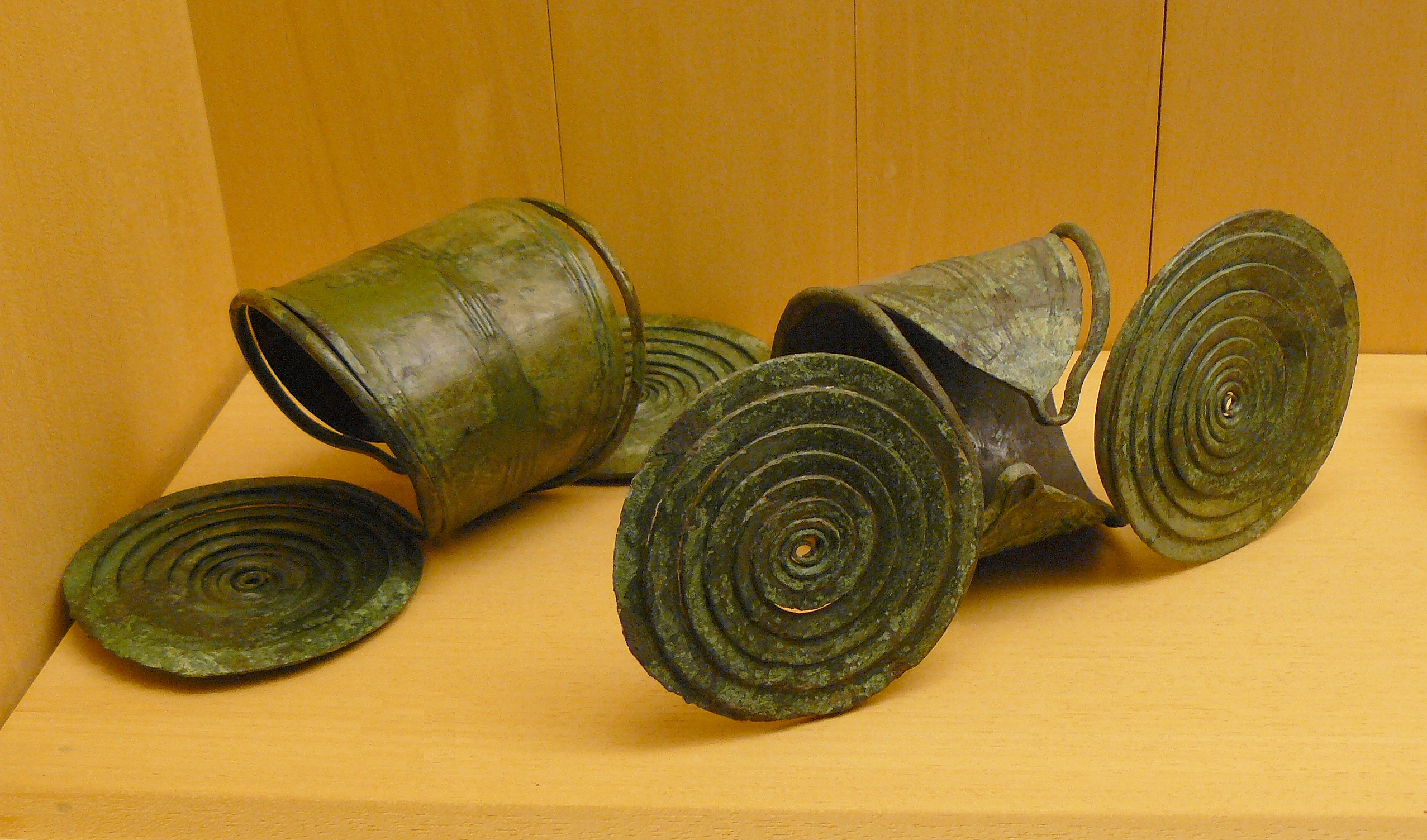
Kurze Beinschienen mit hinteren Schutzspiralen (ca. 1250 v. Chr.)

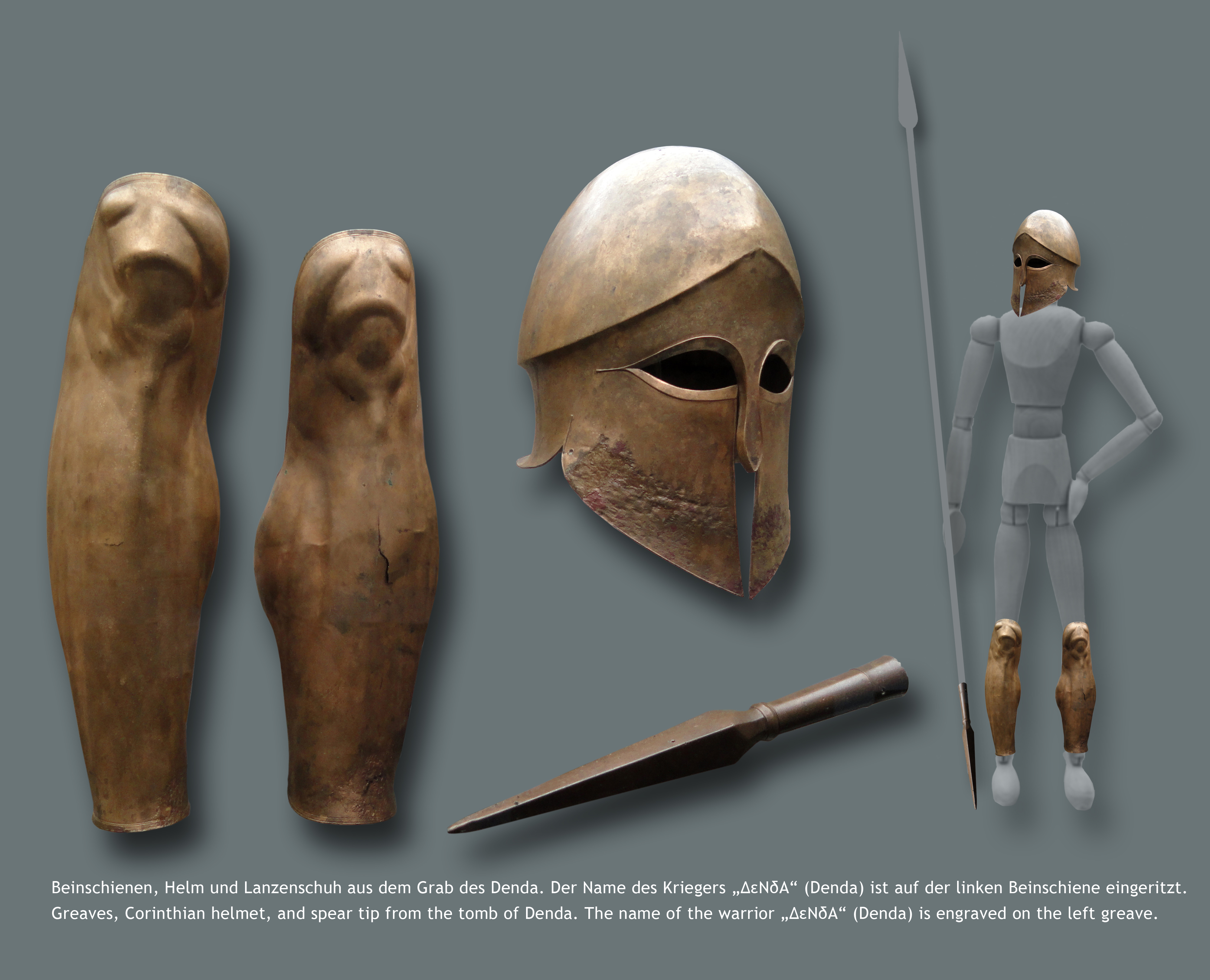
Griechische Beinschienen, Helm und Lanzenspitze (um 500–490 v. Chr.)

Die Beinschiene (altgriechisch κνημίς knēmís, lateinisch ocrea) war ein antiker Beinschutz, der von verschiedenen Kulturen seit dem Altertum benutzt wurde.

## Beschreibung und Verwendung
Beinschienen waren im militärischen Gebrauch Rüstungsteile aus unterschiedlichen Materialien, die zum Schutz der Unterschenkel dienten. Sie schützten in der Hauptsache den vorderen Teil des Beines und gingen bis zu den Knien. An der Wade wurden die Beinschienen meistens mit Lederbändern festgebunden. Beinschienen aus Metall waren nur ranghohen Kriegern vorbehalten, so zum Beispiel den Centurionen in der römischen Legion oder den griechischen Hopliten. Dies war auch oft bedingt durch die hohen Anschaffungskosten. Es gibt in den verschiedenen Kulturräumen unterschiedliche Versionen aus vielfältigen Materialien (Bronze, Leder, Holz, Knochen, Eisen, Fischgräten und sogar Pflanzenfasern). Sie dienen jedoch alle demselben Zweck.

## Geschichte
Beinschienen werden schon im Alten Testament erwähnt, der Riese Goliath trug solche im Kampf gegen David:

„Er hatte bronzene Schienen an den Beinen…“

Beinschienen sind auch für das antike Griechenland und in Thrakien nachweisbar. Schon Homer beschreibt in der Ilias die Achaier als „gutgeschient“ (εὐκνήμις euknḗmis).

## Schmuck
Aus den oft reich verzierten Beinschienen entwickelten sich auch reine Schmuckgegenstände (siehe Schatz von Blanot).